# Rostra

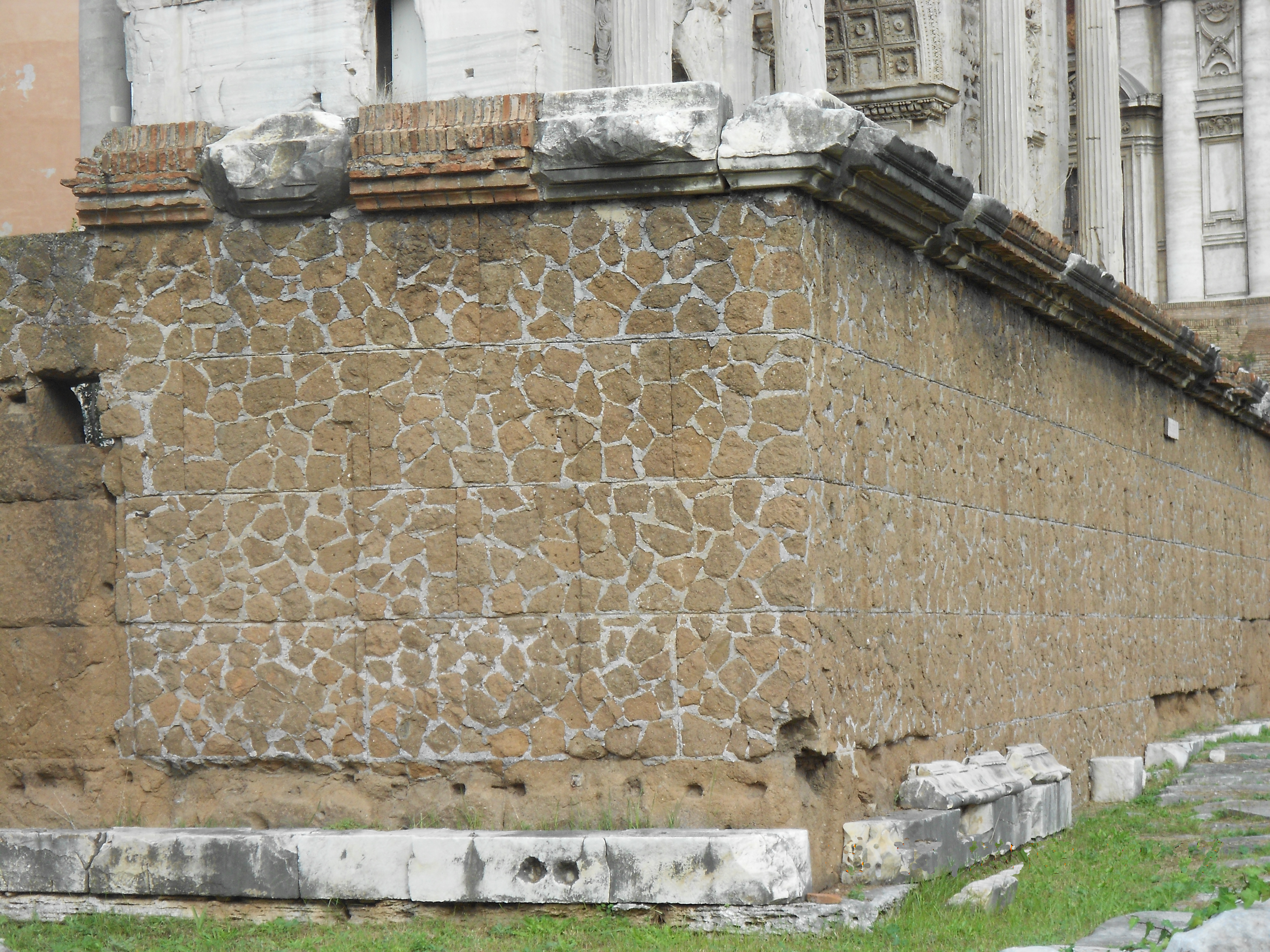
Stirnseitig der Rostra befinden sich die Löcher, die der Befestigung der Schiffsschnäbel dienten.

Rostra (Plural neutrum von lateinisch rostrum, „Rüssel, Schnabel“) war im antiken Rom die Bezeichnung für mehrere Rednerplattformen auf dem Forum Romanum. In der Form die Rostra wird das Wort wegen der Analogie mit „Tribüne“ oder „Plattform“ häufig als Singular femininum missverstanden.

## Name
Der zunächst lediglich für die Rednertribüne republikanischer Zeit am nordwestlichen Ende des Forums benutzte Name leitete sich von den rostra genannten Schiffsschnäbeln ab, die der Konsul Gaius Maenius im Jahr 338 v. Chr. an der Rednertribüne hatte anbringen lassen. Sie stammten als Trophäen von den erbeuteten Schiffen, die die Römer im Latinerkrieg gegen die Volsker im Hafen von Antium, dem heutigen Anzio, rund 60 km südlich von Rom erbeutet hatten.

## Die republikanischen Rostra

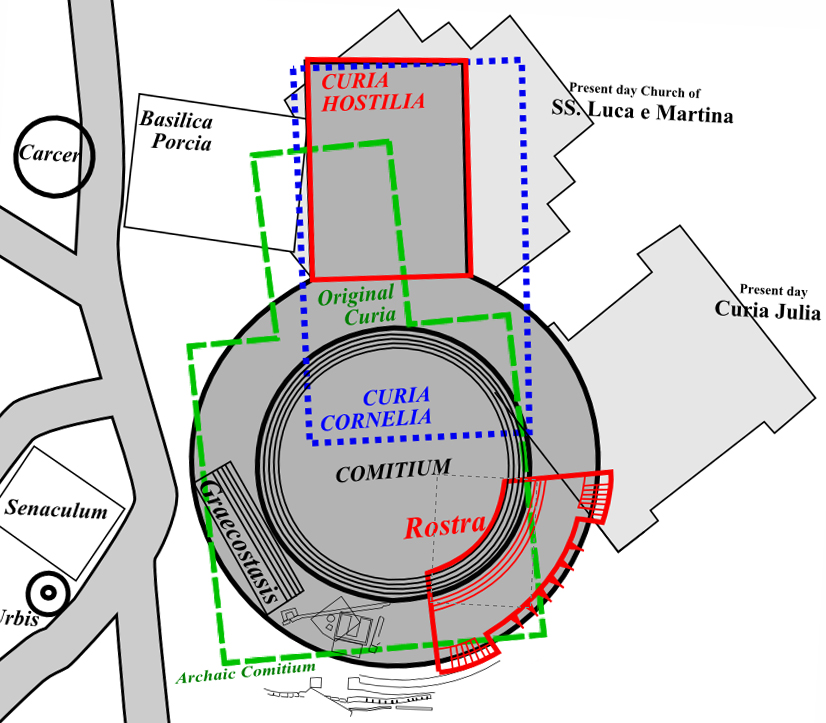
Rostra, Comitium und Senatsgebäude, ca. 250–50 v. Chr.

Der Ort der Rednertribüne war eng verbunden mit dem unmittelbar benachbarten Grab des Romulus oder dessen Ziehvater Faustulus. Mit dem Volcanal befand sich dort eines der ältesten Heiligtümer Roms. So stand der Bereich der Rednertribüne in enger Beziehung zu Gründungslegende und Frühzeit der Stadt. Selbst als entsprechend geheiligter Ort angesehen, war er von den Auguren als templum, das heißt vom Bereich des Profanen abgegrenzter Bezirk, ausgewiesen worden. Vermutlich bereits seit der Königszeit als Versammlungsort genutzt, wurde der Bereich mit der Gründung der Republik zum zentralen Ort der politischen Meinungsfindung, der Wahlen und der Senatsversammlungen. Die Rostra lagen in republikanischer Zeit auf der Südseite des Comitiums, und trennten den Bereich des Comitiums vom Areal des Forum Romanum.
Als Rednertribüne waren die Rostra ursprünglich streng dem Comitium als Versammlungsort zugeordnet und entsprechend orientiert. Von ihrer Lage im Süden des Comitiums bot sie Rednern zugleich die Möglichkeit, sich einer größeren Menschenmenge auf dem Forum Romanum zuzuwenden.
Ein erster Stufenbau, der von Norden und daher vom Comitium aus betreten werden konnte, ist bereits für die Zeit der Frühen Republik archäologisch nachweisbar. Hier wurde um die Mitte des 5. Jahrhunderts v. Chr. das Zwölftafelgesetz, die erste schriftlich niedergelegte Gesetzessammlung der Römischen Republik, angebracht und es war diese erste Rednertribüne, an der 338 v. Chr. die namensgebenden Schiffschnäbel befestigt wurden, die man nach weiteren Seesiegen in den folgenden Jahrhunderten vermehrte.
Um die Mitte des 3. Jahrhunderts v. Chr., während der Zeit des Ersten Punischen Krieges, erfuhren Comitium und Rostra eine umfassende Neugestaltung. Die im Laufe der weiteren Nutzung mehrfach erhöhten Rostra bekamen eine gerundete Form und sind der einzige, archäologisch gut fassbare Teil dieser Veränderungen. Ihr archäologischer Befund bildet die Basis für die Rekonstruktion des Comitiums als kreisrunde Anlage, wie es auch für andere italische Städte, etwa in Cosa und Paestum, nachweisbar ist. Auch der Neubau wurde mit den alten Schiffsschnäbeln von Antium verziert. Hinzu kamen Statuen von herausragenden Männern, deren Anzahl immer wieder überhandnahm, so dass sie hin und wieder abgeräumt werden mussten, um neuen Statuen Platz zu machen.
Da der Platz des Comitiums für die wachsende wahlberechtigte Bevölkerung Roms mit der Zeit nicht mehr ausreichte, wurden Versammlungen – vor allem, wenn sie großes Interesse erweckten – auf den Forumsplatz verlegt. Aus diesem Grund wandten sich Redner ab dem 2. Jahrhundert v. Chr. von der Rostra an das auf dem Forum versammelte Volk. Angeblich war der Volkstribun Gaius Licinius Crassus im Jahr 145 v. Chr. der erste, der die gesetzgebende Versammlung auf dem Forum abhielt. Die enge, auch baulich bestehende Verbindung zwischen Comitium und Rostra löste sich langsam.
Nachdem Sulla 82 v. Chr. von dem Interrex Lucius Valerius Flaccus zum dictator ernannt worden war, um „Gesetze zu geben und den Staat zu ordnen“ (legibus scribundis et rei publicae constituendae), war eine seiner wichtigsten Verfassungsänderungen nach Ende der Proskriptionen die Erneuerung des Senats, dessen Mitglieder er auf 600 verdoppelte. Hierfür musste das Senatsgebäude, die Curia, entsprechend vergrößert werden. Sulla ließ die alte, angeblich auf Tullus Hostilius zurückgehende Curia Hostilia durch einen Neubau ersetzen, der seinen Namen trug: die Curia Cornelia. Dieser mehr als doppelt so große Versammlungsbau griff nun erheblich in das Areal des Comitiums ein, dessen nachlassende Nutzung weiter beeinträchtigt wurde. Eine Neugestaltung der Rostra ist für sullanische Zeit nicht nachzuweisen, eine Hinwendung zum Forum wurde bezüglich ihrer Nutzung nun aber allein aus Platzgründen erzwungen.
Diese republikanische Bauphase der Rednertribüne wird in der Forschung oft als rostra vetera („alte Rostra“) angesprochen. Doch wird dieser Ausdruck in der schriftlichen Überlieferung nur einmal von Sueton benutzt, der den Nachfolgebau, die rostra Caesaris oder Augusti, so bezeichnet, um ihn von den jüngeren rostra aedis Divi Iuli abzusetzen.

## Rostra Caesaris

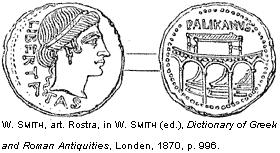
Münze des Lucius Lollius Palicanus, 45 v. Chr., Darstellung der Rostra (Caesaris ?)

Als Folge der Krawalle zwischen den Anhängern des Titus Annius Milo und des Publius Clodius Pulcher im Januar 52 v. Chr., bei denen Clodius erschlagen wurde, steckten dessen Anhänger die Curia Cornelia in Brand, um den Leichnam des Clodius zu verbrennen. Der Sohn Sullas, Faustus Sulla, ließ sie zwar wiederherstellen, doch entschied Cäsar im Jahr 44 v. Chr., den Bau abzureißen und eine neue Curia zu errichten, die als Curia Iulia seinen Namen tragen sollte.
Die Maßnahme fügte sich in das 54 v. Chr. begonnene Bauprogramm Caesars, das mit dem Forum Iulium einerseits eine neue Anlage als Erweiterung des Forum Romanum umfasste, andererseits eine Neugestaltung des Forum Romanum selbst einschloss. Im Rahmen dieser Neugestaltung wurden im Jahr 44 v. Chr. die republikanischen Rostra, von denen unbekannt ist, ob sie bei dem Brand der Curia Cornelia in Mitleidenschaft gezogen worden waren, an die Westseite des Forums verlegt. Das Comitium verlor endgültig seine Funktion als Versammlungsort, dem nun allein das Forum Romanum diente.
Wie weit das Vorhaben unter Caesar, der an den Iden des März 44 v. Chr. umgebracht wurde, noch umgesetzt werden konnte, ist nicht sicher. Ausgeführt und geweiht wurden sie im Namen von Marcus Antonius, dem Caesar ausdrücklich die Ehre überließ, die Stifterinschrift anzubringen. Im Jahr 43 v. Chr. waren die neuen Rostra fertiggestellt, und es war diese Plattform, an der Marcus Antonius Kopf und Hände des ermordeten Cicero ausstellen ließ. Die Leichenfeier für Caesar, die Aufbahrung seines Leichnams auf den Rostra, von denen er „so oft zum Volk gesprochen“ habe, wird sich wohl noch der republikanischen Rostra als Kulisse bedient haben.
Dem archäologischen Befund zufolge nahmen die neue Rostra die gerundete Form ihres republikanischen Vorgängerbaus auf. Sie waren über wohl sieben Stufen von Westen zu betreten und boten eine geschwungene, zum Forum gerichtete Plattform für die Redner. An der Forumseite waren wie in republikanischer Zeit die Schiffsschnäbel von Antium angebracht. Statuen des Sulla und des Pompeius schmückten auf Veranlassung Caesars die Plattform; hinzu kamen Statuen von Caesar selbst, die von seinen Anhängern aufgestellt wurden. Im Jahr 43 v. Chr. wurde zudem eine Reiterstatue für Augustus, Adoptivsohn und Nachfolger Caesars, auf den Rostra errichtet. Das erhaltene opus caementicium des Baukerns ist 3,50 Meter hoch und über 13 Meter lang.

## Rostra Augusti

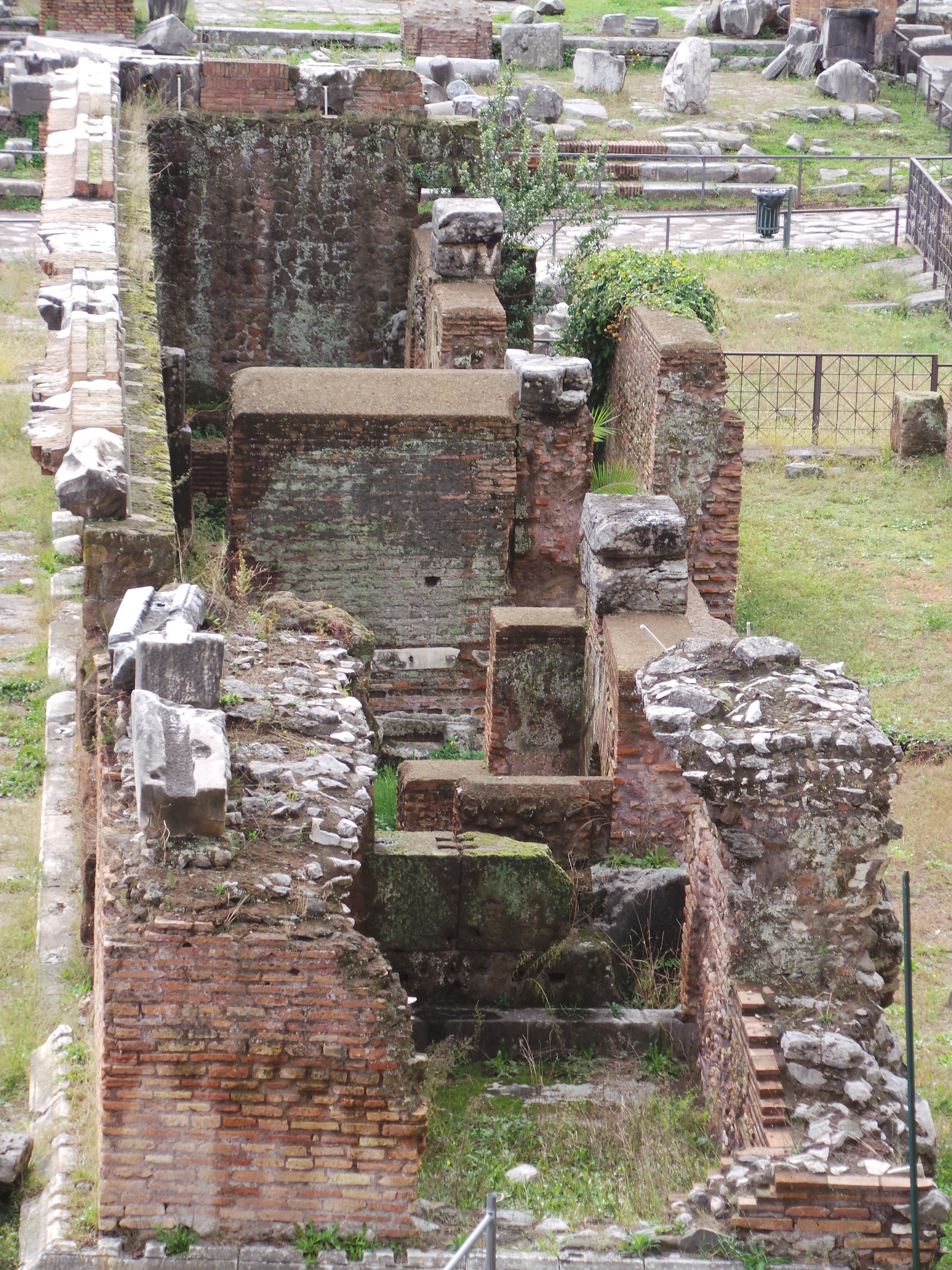
Rechteckiger Baukörper der rostra Augusti

Die auf die caesarische Planung zurückgeführte Gestalt der Rostra hatte nicht lange Bestand, ob sie je einen fertigen, in sich geschlossenen Zustand darstellte, ist nicht wirklich gesichert. Schon bald kam es unter Augustus zu einer erheblichen Veränderung des Baukörpers. Sie wird allgemein mit den Baumaßnahmen in Verbindung gebracht, die im Jahr 29 v. Chr. geweiht und somit der Öffentlichkeit übergeben wurden: der Curia Iulia und der Tempel des Divus Iulius. Anlass für die Neugestaltung auch der Rostra mag das Zerwürfnis mit Marcus Antonius, dessen Namen an den Rostra Caesars prangte, gewesen sein. Auch waren die Platzverhältnisse auf der Tribüne eng und mit den Statuen Sullas, des Pompeius, Caesars und des Augustus schnell gefüllt.
Die Rostra erhielten einen 23,80 Meter breiten, rechteckigen Vorbau, so dass der gerundete Bau Caesars nur noch als Aufgang diente. Die Front wurde erneut mit den Schiffschnäbeln aus Antium geschmückt. Die Befestigungslöcher sind noch teilweise erhalten, die heute mit kleinteiligen Bruchsteinen aufgemauerten Fassaden sind modern. Zwischen den Rostra Caesars und der neuen Front stützten ursprünglich wohl aus Travertin ausgeführte, später durch Ziegelmauerwerk ersetzte Pfeiler den wahrscheinlich aus Holz verlegten Boden der Plattform. Die auf der Seite des später errichteten Septimius-Severus-Bogens erhaltene Wandverkleidung unbestimmter Datierung bildeten Platten aus Portasanta-Marmor – einem Marmor der Insel Chios – und dem aus Teos stammenden (Marmo) Africano.
Doch traten die rostra Augusti zumindest in augusteischer Zeit in ihrer Bedeutung gegenüber den neueren, an der Ostseite des Forums gelegenen rostra aedis Divi Iuli zurück. Die Rostra wurden bis in die Spätantike genutzt. Im Laufe der Jahre nahm die Anzahl an Statuen zu, deren Aufstellung auf der Plattform genehmigt wurde. Mit fortschreitender Kaiserzeit wurden auch Personen, die nicht zum Kaiserhaus gehörten, derart geehrt. Dies machte immer wieder Stabilisierungsmaßnahmen im Bereich des Unterbaus nötig, ohne dass sich das Erscheinungsbild der Rostra änderte.
Dies änderte sich spätestens in der Zeit der Tetrarchie. Ein massives und tiefreichendes Fundament wurde geschaffen, das ein aus fünf Säulen bestehendes Monument trug. Auf jeder Säule stand die Statue eines der vier Tetrarchen mit einem Standbild Iuppiters in der Mitte. Zur gleichen Zeit wurde auf der Ostseite des Forums mit den rostra Diocletiani ein Gegenstück geschaffen, das hinsichtlich formaler Aspekte die tetrarchische Neugestaltung der rostra Augusti spiegelte.

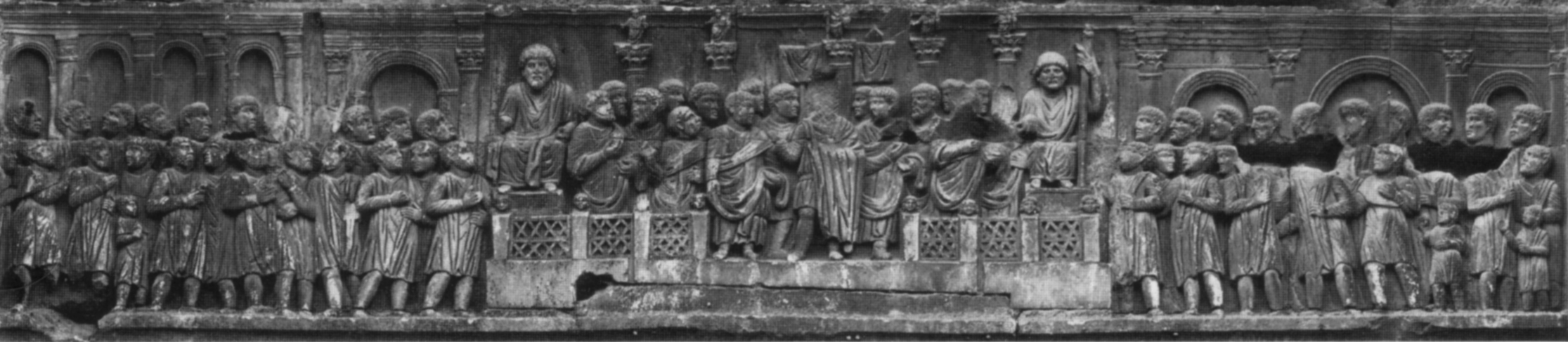
Die rostra Augusti mit dem tetrarchischen Fünf-Säulen-Monument auf dem Fries des Konstantinsbogens

## Rostra Vandalica
Entweder bereits im tetrarchischen Bauzusammenhang oder im 5. Jahrhundert erhielt die Plattform einen Anbau an ihrer Nordseite, der die nutzbare Fläche der Rostra entsprechend verlängerte. Diese Maßnahme wird allgemein mit einer sehr fragmentarisch erhaltenen Inschrift aus der Mitte des 5. Jahrhunderts in Verbindung gebracht. Sie wurde in vier Teilen zwischen 1833 und 1882 westlich der Phokas-Säule gefunden und aufgrund der zu rekonstruierenden Länge von über 10 Metern den Rostra zugewiesen. Welche Maßnahmen mit der Anbringung der Inschrift verbunden werden können, ist ebenso ungewiss wie der Grund ihrer Anbringung. Ob sie mit der Eroberung Roms durch die Vandalen im Jahr 455 – daher oft als rostra Vandalica angesprochen – in Zusammenhang stand oder etwa mit der Anbringung weiterer Schiffschnäbel nach Seesiegen gegen die Vandalen im Jahr 456 unter dem weströmischen Kaiser Avitus, lässt sich nicht mit Sicherheit bestimmen. Auch ist eine Wiederherstellung der Rostra nach Erdbebenschäden denkbar.